# Elektrociepłownia Bielsko-Północ
Elektrociepłownia Bielsko-Północ (EC2) – elektrociepłownia znajdująca się w Czechowicach-Dziedzicach, będąca od 28 grudnia 2001 r. w składzie Południowego Koncernu Energetycznego S.A. Wraz z Elektrociepłownią Bielsko-Biała (EC1) w Bielsku-Białej wchodzi w skład Zespołu Elektrociepłowni Bielsko-Biała.
Została zaprojektowana z myślą o zasilaniu w energię nowo budowanej w Bielsku-Białej Fabryki Samochodów Małolitrażowych oraz sąsiednich osiedli. Budowę rozpoczęto w 1975 r., a zakończono w roku 1997.
W Elektrociepłowni Bielsko-Północ zainstalowane są: 
- blok ciepłowniczy BC50 z kotłem fluidalnym Ofz230
- dwa kotły parowe olejowe typu OO70.

Moc elektryczna osiągalna wynosi 55 MW, a osiągalna moc cieplna 172 MJ/s. Roczna produkcja energii elektrycznej wynosi 290 000 MWh, a produkcja ciepła 730.000 GJ
Komin elektrociepłowni mierzy 225 m (15. pod względem wysokości w Polsce).